# Гринвуд, Винифред
Винифред (Уинифред) Гринвуд (англ. Winifred Greenwood; 1 января 1885. Дженесио (Нью-Йорк) — 23 ноября 1961, Лос-Анджелес, США) — американская актриса
 театра и кино, звезда немого кино.

## Биография

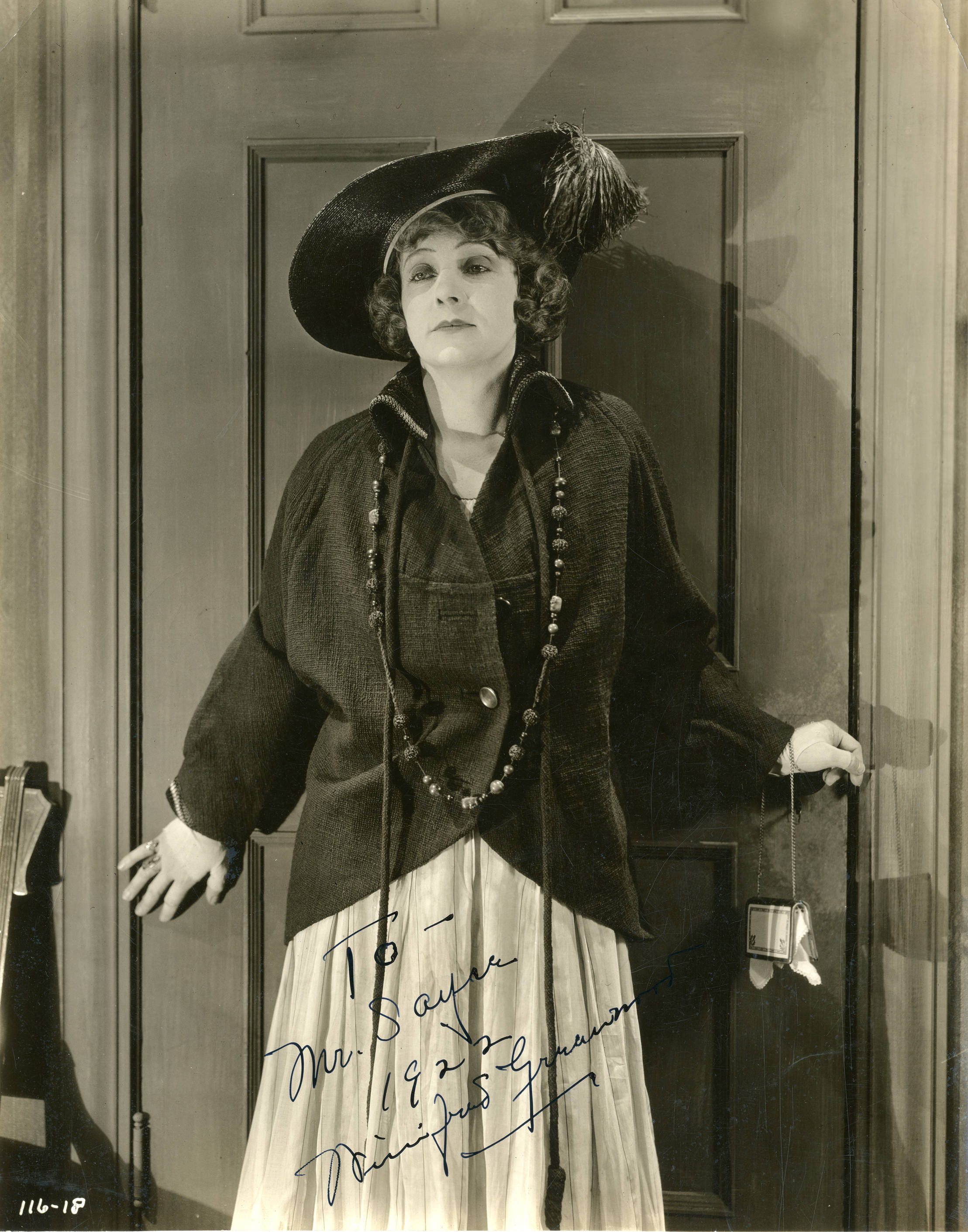
Винифред Гринвуд. 1921

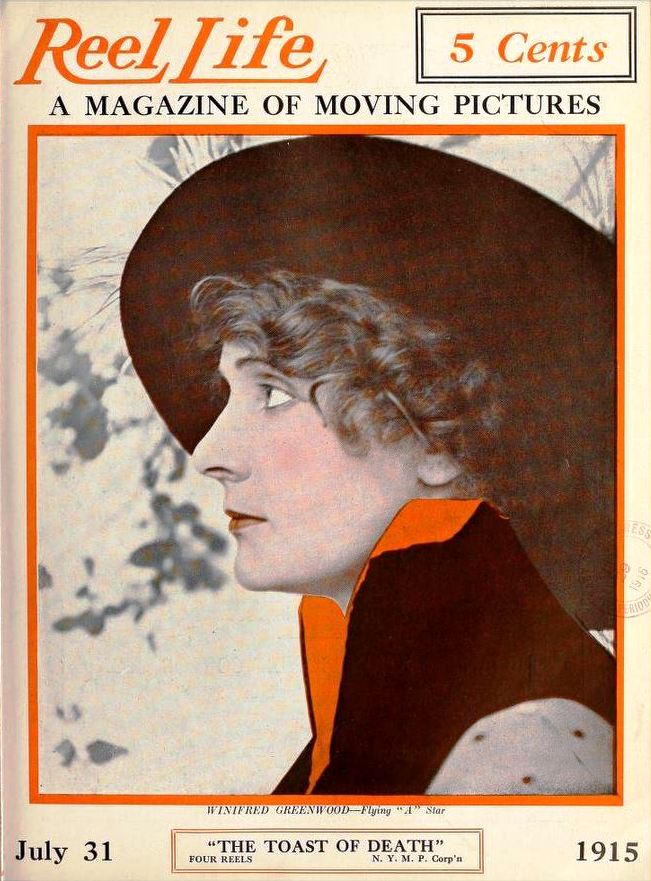
Винифред Гринвуд. 1915

В восьмилетнем возрасте осталась сиротой. Получила педагогическое образование, но по профессии не работала. Свою сценическую карьеру начала в водевилях, выступала в мюзиклах.
В 1910 году дебютировала как киноактриса в фильме «Чудесный волшебник страны Оз». До 1913 года работала в компании «Selig Polyscope Company» Уильяма Селига. Затем переехала в Калифорнию, где её наняла компания American Flying-A. В течение двух лет активно снималась в кинематографе, появлялась в среднем в трёх короткометражных фильмах в неделю.
С 1916 года начала сниматься в художественных фильмах. Сыграла в более, чем 220 фильмах.
В 1920 году развелась с актёром Джорджем Филдом . С этого года разделила свою творческую деятельность на сценическую и кино. В 1927 году продолжала играть на сцене, в том числе долгое время работала в Хьюстоне, штат Техас.
Последние годы своей жизни провела в доме для престарелых киноактёров в Вудленд-Хиллз (Лос-Анджелес).

## Избранная фильмография
- Чудесный волшебник страны Оз (1910)
- Brown of Harvard (1911)
- The Shriner’s Daughter (1913)
- When a Woman Waits (1914)
- In Tune (1914)
- The Dream Child (1914)[18]
- The Little House in the Valley (1914)[19]
- The Broken Barrier (1914)[20]
- The Beggar Child (1914)
- The Archeologist (1914)
- A Slice of Life (1914)
- The Final Impulse (1914)
- The Redemption of a Pal (1914)[21]
- Business Versus Love (1914)
- Footprints of Mozart (1914)
- A Soul Astray (1914)
- The Town of Nazareth (1914)
- The Resolve (1915)
- Wife Wanted (1915)
- Alien Blood (1917)
- The Crystal Gazer (1917)
- M’Liss (1918)
- Believe Me, Xantippe (1918)
- The Deciding Kiss (1918)
- The Goat (1918)
- Too Many Millions (1918)
- Come Again Smith (1919)
- Maggie Pepper (1919)
- utting It Over (1919)
- Men, Women, and Money (1919)
- The Lottery Man (1919)
- An Adventure in Hearts (1919)
- Young Mrs. Winthrop (1920)
- Sick Abed (1920)
- Life of the Party (1920)
- Are All Men Alike? (1920)
- The Dollar-a-Year Man (1921)
- Sacred and Profane Love (1921)
- Don’t Call Me Little Girl (1921)
- Love Never Dies (1921)
- To the Last Man (1923)
- Leap Year (1924)
- The Flame of the Yukon (1926)[22]
- Царь царей (1927)